# 4 de 9 amb folre
|  | Per a altres significats, vegeu «4 de 9 sense folre». |

El 4 de 9 amb folre és un castell de 9 pisos d'alçada i 4 persones per pis en el seu tronc, reforçat en el pis de segons pel folre. El pom de dalt el formen, com en la majoria de castells, una parella de dosos, un aixecador i un enxaneta.
Juntament amb el 3 de 9 amb folre i el 5 de 8, el 4 de 9 amb folre conforma una actuació simbòlicament important, que rep el nom de tripleta màgica o senzillament tripleta, per la seva dificultat.

## Història

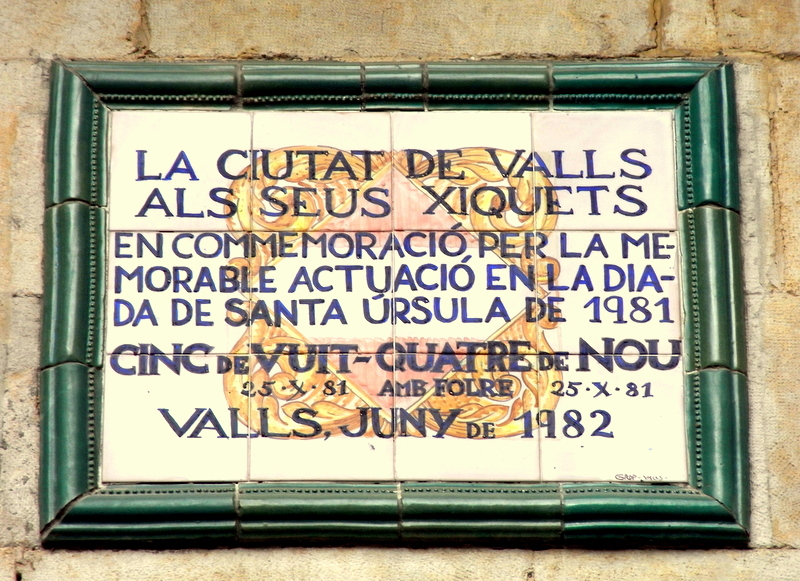
Placa commemorativa del primer 4 de 9 amb folre del, inaugurada el juny de 1982 a la plaça del Blat

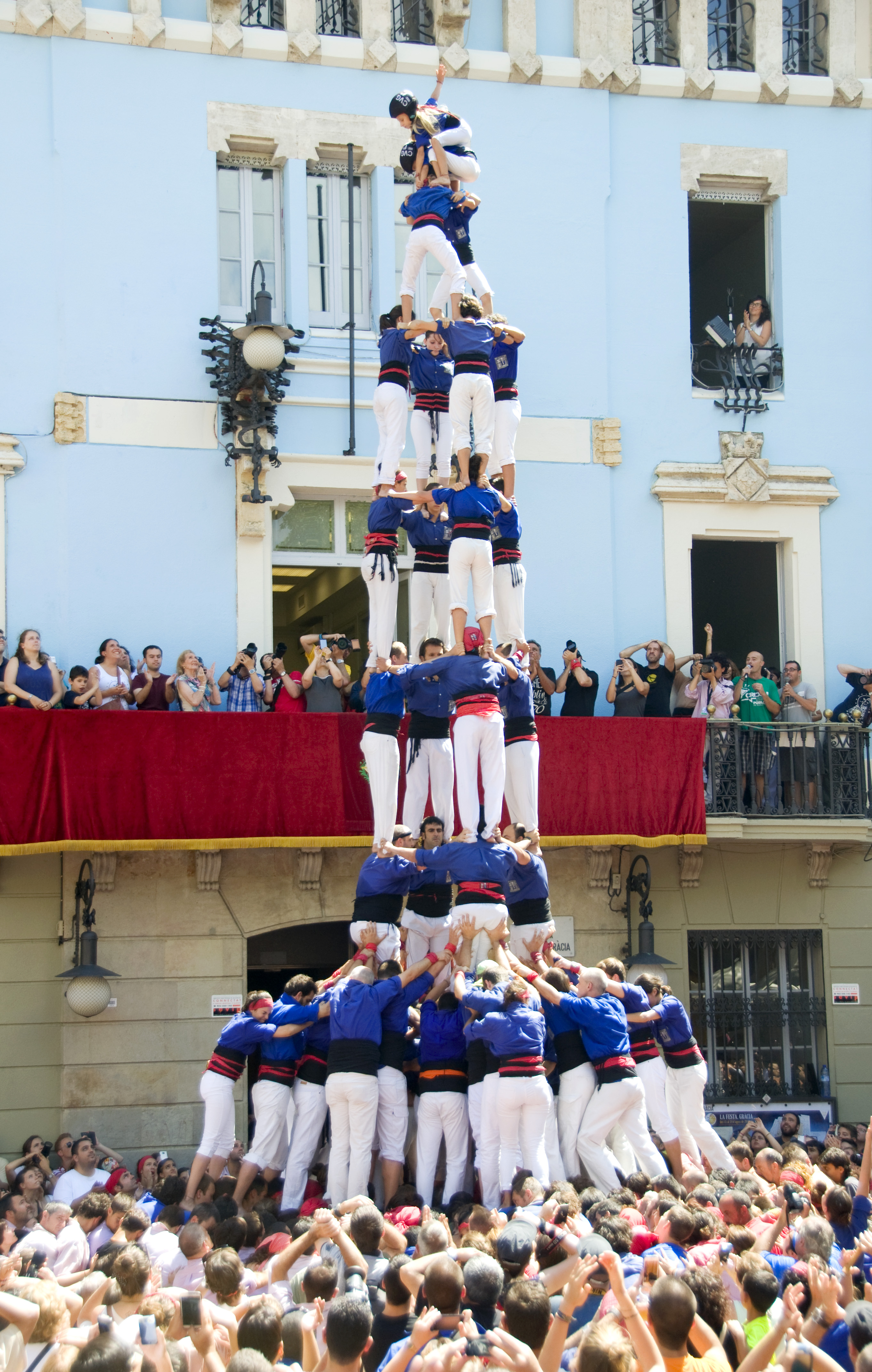
Primer 4 de 9 amb folre descarregat pels Castellers de la Vila de Gràcia durant la
Festa Major de Gràcia del 2014

Aquest castell ja es podia veure al darrer terç del segle xix, durant l'anomenada època d'or dels castells, però es perdé fins que el 25 d'octubre de 1981, en una històrica diada de Santa Úrsula, la Colla Vella dels Xiquets de Valls el descarregà per primera vegada al segle xx. La Colla Vella trigà 10 anys a tornar a descarregar aquest castell, carregant-lo en diverses ocasions durant aquest interval de temps.
La Colla Joves Xiquets de Valls el carregà per primer cop al segle xx el 29 de setembre de 1986, en el XI Concurs de castells de Tarragona i no el descarregà fins al concurs celebrat l'any 1992. Els Castellers de Vilafranca el carregaren per primera vegada per Tots Sants de l'any 1987, i el descarregaren tres anys més tard, en la mateixa diada. Els Minyons de Terrassa el carregaren l'any 1991 i el descarregaren un any després.
Posteriorment ha estat descarregat per la Colla Jove Xiquets de Tarragona, Castellers de Barcelona, Capgrossos de Mataró, Castellers de Sants (al primer cop que l'intentaven), Xiquets de Tarragona, els Castellers de la Vila de Gràcia, Castellers de Sabadell, Nens del Vendrell (descarregat també al primer intent), Xicots de Vilafranca i Moixiganguers d'Igualada (descarregat també al primer intent).

## Variants

### Amb l'agulla
El 4 de 9 amb folre i l'agulla és un castell de gamma extra variant del 4 de 9 amb folre convencional, que en descarregar-se deixa enmig de l'estructura un pilar de 7 amb folre. Fins a l'actualitat ha estat carregat per tres colles, els Castellers de Vilafranca, la Colla Vella dels Xiquets de Valls i els Minyons de Terrassa, de les quals només els Minyons de Terrassa no l'ha descarregat.

### Set de nou amb folre
L'estructura del quatre va ser l'escollida pels Castellers de Vilafranca per dur a plaça per primer cop un castell de deu pisos, el 4 de 10 amb folre i manilles, castell que descarregaren per primera vegada els Minyons de Terrassa el 22 de novembre de 2015.

## Colles

### Assolit

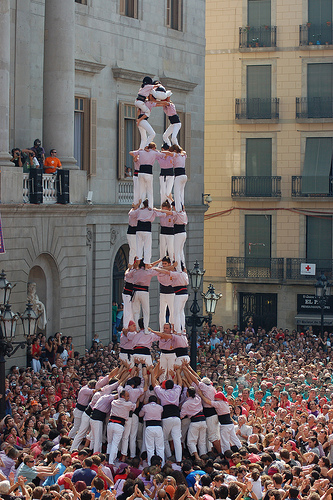
4 de 9 amb folre dels Minyons de Terrassa durant les Festes de la Mercè de Barcelona

Actualment hi ha 14 colles castelleres que han aconseguit descarregar el 4 de 9 amb folre, i una, els Xiquets de Reus a qui els ha quedat carregat. La taula següent mostra la data, diada i plaça en què les colles el carregaren o descarregaren per primera vegada en el segle xx o xxi:
| Núm. | Colla                             | Carregat               | Diada                                 | Plaça                                    | Descarregat            | Diada                                 | Plaça                                                |
| ---- | --------------------------------- | ---------------------- | ------------------------------------- | ---------------------------------------- | ---------------------- | ------------------------------------- | ---------------------------------------------------- |
| 1    | Colla Vella dels Xiquets de Valls | 25 d'octubre de 1981   | Diada de Santa Úrsula                 | Plaça del Blat de Valls                  | 25 d'octubre de 1981   | Diada de Santa Úrsula                 | Plaça del Blat, Valls                                |
| 2    | Colla Joves Xiquets de Valls      | 28 de setembre de 1986 | XI Concurs de castells de Tarragona   | Plaça de Braus, Tarragona                | 4 d'octubre de 1992    | XIV Concurs de castells de Tarragona  | Plaça de Braus, Tarragona                            |
| 3    | Castellers de Vilafranca          | 1 de novembre de 1987  | Diada de Tots Sants                   | Plaça de la Vila, Vilafranca del Penedès | 1 de novembre de 1990  | Diada de Tots Sants                   | Plaça de la Vila, Vilafranca del Penedès             |
| 4    | Minyons de Terrassa               | 17 de novembre de 1991 | XIII Diada dels Minyons de Terrassa   | Raval de Montserrat, Terrassa            | 22 de novembre de 1992 | XIV Diada dels Minyons de Terrassa    | Raval de Montserrat, Terrassa                        |
| 5    | Colla Jove Xiquets de Tarragona   | 26 de setembre de 1993 | Diada de Santa Tecla                  | Plaça de la Font, Tarragona              | 25 de setembre de 1994 | Diada de Santa Tecla                  | Plaça de la Font, Tarragona                          |
| 6    | Castellers de Barcelona           | 22 de novembre de 1998 | XX Diada dels Minyons de Terrassa     | Plaça Vella, Terrassa                    | 24 de setembre de 1999 | Diada de la Mercè                     | Plaça de Sant Jaume, Barcelona                       |
| 7    | Capgrossos de Mataró              | 25 de juliol de 2004   | Diada de les Santes                   | Plaça de Santa Anna, Mataró              | 3 d'octubre de 2004    | XX Concurs de castells de Tarragona   | Plaça de Braus, Tarragona                            |
| 8    | Castellers de Sants               | 1 de novembre de 2010  | Diada de Tots Sants                   | Plaça de la Vila, Vilafranca del Penedès | 1 de novembre de 2010  | Diada de Tots Sants                   | Plaça de la Vila, Vilafranca del Penedès             |
| 9    | Xiquets de Tarragona              | 23 de setembre de 2011 | Diada de Santa Tecla                  | Plaça de la Font, Tarragona              | 23 de setembre de 2011 | Diada de Santa Tecla                  | Plaça de la Font, Tarragona                          |
| 10   | Castellers de la Vila de Gràcia   | 17 d'agost de 2014     | Festa Major de Gràcia                 | Plaça de la Vila de Gràcia, Barcelona    | 17 d'agost de 2014     | Festa Major de Gràcia                 | Plaça de la Vila de Gràcia, Barcelona                |
| 11   | Xiquets de Reus                   | 3 d'octubre de 2015    | Diada del Mercadal                    | Plaça del Mercadal, Reus                 | No descarregat         | No descarregat                        | No descarregat                                       |
| 12   | Castellers de Sabadell            | 15 de novembre de 2015 | Festa major del Clot                  | Plaça de Valentí Almirall, Barcelona     | 15 de novembre de 2015 | Festa major del Clot                  | Plaça Valentí Almirall, Barcelona                    |
| 13   | Nens del Vendrell                 | 16 d'octubre de 2016   | Diada de Santa Teresa                 | Plaça Vella, el Vendrell                 | 16 d'octubre de 2016   | Diada de Santa Teresa                 | Plaça Vella, el Vendrell                             |
| 14   | Xicots de Vilafranca              | 29 d'octubre de 2016   | Diada del Roser                       | Plaça de la Vila, Vilafranca del Penedès | 8 de juliol de 2017    | Festa Major de la Granada             | Carrer de l'estació, davant l'Ajuntament; la Granada |
| 15   | Moixiganguers d'Igualada          | 6 d'octubre de 2024    | XXIX Concurs de castells de Tarragona | Tarraco Arena Plaça, Tarragona           | 6 d'octubre de 2024    | XXIX Concurs de castells de Tarragona | Tarraco Arena Plaça, Tarragona                       |

### No assolit
Actualment hi ha dues colles castelleres que han intentat el 4 de 9 amb folre, és a dir, que l'han assajat i portat a plaça però que no l'han carregat mai. La taula següent mostra la data, diada i plaça en què la colla l'intentà per primera vegada:
| Núm. | Colla                   | Intent                 | Diada                                 | Plaça                          |
| ---- | ----------------------- | ---------------------- | ------------------------------------- | ------------------------------ |
| 1    | Bordegassos de Vilanova | 24 de setembre de 1999 | Diada de la Mercè                     | Plaça de Sant Jaume, Barcelona |
| 2    | Xiquets de Hangzhou     | 1 d'octubre de 2016    | XXVI Concurs de castells de Tarragona | Tarraco Arena Plaça, Tarragona |

## Estadística
| Resultat              |
| --------------------- |
| Descarregat (D)       |
| Carregat (C)          |
| Intent (I)            |
| Intent desmuntat (ID) |

Actualitzat a 31 de desembre de 2024

### Nombre de vegades
Fins a l'actualitat, i en l'era moderna (des de 1981), s'han fet més d'un miler de temptatives d'aquest castell entre 17 colles diferents. A continuació hi ha els seus resultats estadístics.
| Colla                             | Resultats globals | Resultats globals | Resultats globals | Resultats globals | Total | Resultats parcials | Resultats parcials | Resultats parcials |
| Colla                             | D                 | C                 | I                 | ID                | Total | Assolit (D+C)      | No assolit (I+ID)  | Caigudes (C+I)     |
| --------------------------------- | ----------------- | ----------------- | ----------------- | ----------------- | ----- | ------------------ | ------------------ | ------------------ |
| Castellers de Vilafranca          | 298               | 19                | 18                | 32                | 367   | 317                | 50                 | 37                 |
| Minyons de Terrassa               | 162               | 13                | 4                 | 9                 | 188   | 175                | 13                 | 17                 |
| Colla Vella dels Xiquets de Valls | 152               | 31                | 18                | 16                | 217   | 183                | 34                 | 49                 |
| Colla Joves Xiquets de Valls      | 101               | 26                | 22                | 37                | 186   | 127                | 59                 | 48                 |
| Colla Jove Xiquets de Tarragona   | 98                | 10                | 21                | 27                | 156   | 108                | 48                 | 31                 |
| Capgrossos de Mataró              | 81                | 3                 | 2                 | 17                | 103   | 84                 | 19                 | 5                  |
| Castellers de Sants               | 39                | 3                 | 3                 | 7                 | 52    | 42                 | 10                 | 6                  |
| Xiquets de Tarragona              | 29                | 5                 | 5                 | 14                | 53    | 34                 | 19                 | 10                 |
| Castellers de Barcelona           | 26                | 4                 | 7                 | 13                | 50    | 30                 | 20                 | 11                 |
| Castellers de la Vila de Gràcia   | 12                | 0                 | 0                 | 3                 | 15    | 12                 | 3                  | 0                  |
| Nens del Vendrell                 | 4                 | 0                 | 0                 | 3                 | 7     | 4                  | 3                  | 0                  |
| Castellers de Sabadell            | 3                 | 2                 | 2                 | 0                 | 7     | 5                  | 2                  | 4                  |
| Xicots de Vilafranca              | 2                 | 1                 | 1                 | 1                 | 5     | 3                  | 2                  | 2                  |
| Moixiganguers d'Igualada          | 2                 | 0                 | 0                 | 0                 | 2     | 2                  | 0                  | 0                  |
| Xiquets de Reus                   | 0                 | 3                 | 2                 | 2                 | 7     | 3                  | 4                  | 5                  |
| Bordegassos de Vilanova           | 0                 | 0                 | 1                 | 0                 | 1     | 0                  | 1                  | 1                  |
| Xiquets de Hangzhou               | 0                 | 0                 | 1                 | 0                 | 1     | 0                  | 1                  | 1                  |
| Total                             | 1009              | 120               | 107               | 181               | 1417  | 1129               | 288                | 227                |
| Percentatge                       | 71,2%             | 8,5%              | 7,6%              | 12,8%             | 100%  | 79,7%              | 20,3%              | 16,0%              |